# Manobra (náutica)
Velejar é a arte de Manobrar as velas em função da direcção do vento, da intensidade desse mesmo vento e  do rumo que se pretende seguir.  Fala-se de arte porque é necessário uma perfeita compreensão das diferentes forças que vão influenciar o equilíbrio de um barco à vela. 
Por extensão,  também se emprega o termo  manobra para definir as acções relacionadas com as vela, como seja a arrumação de cabos, velas, etc. 
Mais genericamente, é emprega para descrever todo o movimento de qualquer tipo de embarcação para se posicionar de um determinada maneira: manobrar um navio para acostar,  manobrar um navio para a abordagem, etc.

## Mudar de rumo
Mudar de rumo é uma manobra que por vezes pode necessitar um viramento de bordo, o que como o nome indica, faz passar o vento de um  bordo ao outro do veleiro - de Barlavento a Sotavento (ou o inverso) - e para se efectuar essa manobra é preciso primeiro alterar a posição do leme e depois alterar a maneira como as velas estavam ajustada para as regular em função do novo rumo a seguir.

## Virar de bordo
Só quando ao mudar de rumo as velas precisam de passar de uma amura à outra (de um  bordo ao outro) é que é preciso virar de bordo, acção bastante complexa pois tem que haver boa coordenação entre o movimento exercido ao leme e a manobra do velame.
Essa manobra pode ser feita contra a direcção do vento ou de modo que o vento passe por detrás (popa) e são :
- Virar por davante - Virar por davante (português europeu) ou Cambada por davante (português brasileiro) ou Bordo
- Virar em roda - Virar em roda (português europeu) ou Dar um Jaibe (português brasileiro),  Gybe (En).

Os termos por davante e em roda dependem unicamente de onde vem o vento 